# Anthrenus lindbergi
Anthrenus lindbergi is een keversoort uit de familie spektorren (Dermestidae). De wetenschappelijke naam van de soort werd in 1959 gepubliceerd door Mroczkowski.